# Cantón de Garabito
Cantón de Garabito är en kanton i Costa Rica.   Den ligger i provinsen Puntarenas, i den sydvästra delen av landet, 70 km sydväst om huvudstaden San José. Antalet invånare är 11 259. Arean är 316 kvadratkilometer.
Terrängen i Cantón de Garabito är kuperad åt nordost, men söderut är den platt.
Följande samhällen finns i Cantón de Garabito:
- Jacó